# Меркулов, Всеволод Николаевич
Все́волод Никола́евич Мерку́лов (25 октября (6 ноября) 1895, Закаталы, Закатальский округ, Российская империя — 23 декабря 1953, Москва, РСФСР, СССР) — советский государственный и политический деятель, генерал армии (09.07.1945, переаттестация с комиссара ГБ 1-го ранга (4 февраля 1943)). Руководитель ГУГБ НКВД СССР (1938 — 1941), нарком (министр) государственной безопасности СССР (1941, 1943 — 1946), министр государственного контроля СССР (1950—1953), писатель и драматург. Входил в ближайшее окружение Л. П. Берии, работал вместе с ним с начала 1920-х годов, пользовался его личным доверием.
Депутат Верховного Совета СССР 1-го и 2-го созывов. Член ЦК ВКП(б) (1939—1946, кандидат 1946—1953).
Арестован по делу Берии Л. П. по обвинению в измене Родине в форме шпионажа, заговоре с целью захвата власти и др. 23 декабря 1953 года приговорён Военной коллегией Верховного Суда СССР по ст. 58 УК РСФСР к высшей мере наказания — смертной казни и в тот же день в 21 час 20 минут расстрелян. Тело было кремировано в печи 1-го Московского крематория, прах захоронен в общей могиле Донского кладбища.

## Биография
Родился в семье потомственного дворянина, капитана царской армии. Мать Кетеван Николаевна, урождённая Цинамдзгвришвили, дворянка, из грузинского княжеского рода.
Согласно сведениям Никиты Петрова, отец Меркулова, «дворянин, военный в чине капитана, служил начальником участка Закатальского округа»:
«В 1899-м или 1900-м отец Меркулова был осуждён за растрату денежных средств в размере 100 рублей, сидел восемь месяцев в тюрьме в Тифлисе, подавал прошение о помиловании, считая себя жертвой клеветы… В 1908 г. отец умер».
Всеволод с детства увлекался литературным творчеством.
В 1913 году с золотой медалью окончил 3-ю Тифлисскую гимназию. В гуманитарной гимназии он увлёкся электротехникой настолько, что его статьи печатали в Одессе в специальном журнале. Он продолжил обучение, поступив на физико-математический факультет Петербургского университета. Там он начал писать и публиковать рассказы о студенческой жизни: «Ещё во время учёбы в университете он написал несколько романтических повестей, которые были напечатаны в литературных журналах и получили положительные отзывы», — вспоминал его сын. С сентября 1913 по октябрь 1916 года давал частные уроки.
- В октябре 1916 года, после окончания 3-го курса, призван в армию. В 1916 — 1917 годах служба в императорской армии (В боевых действиях он не участвовал[4].):
  - Октябрь — ноябрь 1916 года — рядовой студенческого батальона, Петроград.
  - Ноябрь 1916 года — март 1917 года — юнкер Оренбургской школы прапорщиков, окончил её.
  - Апрель 1917 года — август 1917 года — прапорщик запасного полка, Новочеркасск.
  - Сентябрь 1917 года — октябрь 1917 года — прапорщик маршевой роты, Ровно.
  - Октябрь 1917 года — январь 1918 года — прапорщик 331-го пехотного Орского полка 8-й пехотной дивизии 16-го армейского корпуса 4-й армии Юго-Западного фронта. Полк находился на Луцком направлении, в районе реки Стоход. Меркулов в боевых действиях не участвовал[4].
  - В январе 1918 года по болезни эвакуировался в Тифлис к родственникам.
  - Демобилизовался в марте 1918 года.
- Проживая у сестры, издавал рукописный журнал, печатая на шапирографе копии, и продавая их по 3 рубля[4].

В июле 1918-го женился на Лидии Дмитриевне Яхонтовой и переехал жить к ней.
- С сентября 1918 по сентябрь 1921 года делопроизводитель, затем учитель Тифлисского училища для слепых, где его мать была директором[6].
- В 1919 году вступил в общество «Сокол», где занимался гимнастикой, участвовал в вечерах, самодеятельных спектаклях.

### В органахОГПУ
В отличие от версии добровольного, по собственной инициативе поступления Меркулова на службу в ЧК, имеются сведения, обозначающие его начало работы там принуждением со стороны чекистов (как офицеру) быть осведомителем по белому офицерству.
- С сентября 1921 по май 1923 года — помощник уполномоченного, уполномоченный, старший уполномоченный Экономического отдела ЧК при СНК Грузинской ССР.

«Должен сказать (сейчас, спустя 30 лет, я, полагаю, могу это сделать без риска быть обвинённым в самовосхвалении), что в тот период, несмотря на свои 27 лет, я был наивным, очень скромным и очень застенчивым человеком, несколько замкнутым и молчаливым. Речей я не произносил и так и не научился произносить их до сих пор. Язык у меня был словно чем-то скован, и я ничего с ним не мог поделать. Другое дело перо. С ним я умел обращаться. Не был я также никогда ни подлизой, ни подхалимом или выскочкой, но держал себя всегда скромно и, думаю, с чувством собственного достоинства. Таким я и предстал перед Берия, когда он меня тогда вызвал. Не надо было быть особо проницательным, чтобы понять все это, и мне думается, что Берия с первого взгляда разгадал мой характер. Он увидел возможность использования моих способностей в своих целях без риска иметь соперника или что-либо в этом роде», — вспоминал впоследствии Меркулов.
- Будучи сотрудником ЧК, Меркулов дважды, в 1922-м и 1923-м, подавал заявление в ВКП(б). Лишь на второй раз, в мае 1923 года, его приняли кандидатом с двухлетним испытательным сроком. В 1925 году подал заявление о приёме в члены партии, его как будто приняли, но партбилет так и не выдали. Только вмешательство Берии спасло ситуацию. В 1927 году Меркулову выдали партийный билет члена ВКП(б) с указанием партийного стажа с 1925 года.
- С 1923 по 23 января 1925 года — начальник I-го отделения Экономического отдела Полномочного представительства ОГПУ по ЗСФСР — ЧК при СНК ЗСФСР.
- В 1925 году — начальник Информационно-агентурного отдела Полномочного представительства ОГПУ по ЗСФСР — ЧК при СНК ЗСФСР.
- В 1925—1926 гг. — начальник Экономического отдела ЧК — ГПУ при СНК ССР Грузия.
- В 1926—1927 гг. — начальник экономического отдела ГПУ при СНК ССР Грузия.
- В 1927—1929 гг. — начальник отдела информации, агитации и политического контроля ГПУ при СНК ССР Грузия.
- В 1929—1931 гг. — начальник Секретно-оперативной части и заместитель председателя ГПУ Аджарской АССР. С 4 мая по июль 1930 года вр. и. о. начальника Аджарского областного отдела ГПУ.
- С мая 1931 по 29 января 1932 года — начальник Секретно-политического отдела Полномочного представительства ОГПУ по ЗСФСР и ГПУ при СНК ЗСФСР

### На партийной работе
- С 12 ноября 1931 по февраль 1934 года — помощник секретаря Закавказского краевого комитета ВКП(б) и 1-го секретаря ЦК КП(б) Грузии.
- В марте 1934 года — ноябре 1936 года — заведующий Отделом советской торговли Закавказского краевого комитета ВКП (б).
- До ноября 1936 года — заведующий Особым сектором Закавказского краевого комитета ВКП(б).
- С 11 ноября 1936 по 9 сентября 1937 года — заведующий Особым сектором ЦК КП(б) Грузии.
- С 22 июля 1937 по октябрь 1938 года — заведующий Промышленно-транспортным отделом ЦК КП(б) Грузии.
- С 23 ноября 1937 года — член Бюро ЦК КП(б) Грузии.

### В НКВД и НКГБ
В сентябре 1938 года возвращается на работу в органы госбезопасности.
Меркулов вспоминал: 
«Первый месяц после приезда в Москву Берия заставлял меня ежедневно с утра и до вечера сидеть у него в кабинете и наблюдать, как он, Берия, работает».
11 сентября 1938 года ему присвоено специальное звание Комиссар государственной безопасности 3-го ранга (в тот же день Берии присвоено специальное звание Комиссар государственной безопасности 1-го ранга).
С назначением Берия главой ГУГБ Меркулов назначается на должность его заместителя.
- С 29 сентября по 17 декабря 1938 года — заместитель начальника ГУГБ НКВД СССР.
- С 26 октября по 17 декабря 1938 года — начальник III-го отдела ГУГБ НКВД СССР.
- С 17 декабря 1938 по 3 февраля 1941 года — первый заместитель наркома НКВД — начальник Главного управления государственной безопасности (ГУГБ).

«Хотя в конце 1938 г., когда Берия стал Наркомом внутренних дел СССР вместо Ежова и, несмотря на мои просьбы не делать этого, выдвинул меня своим первым заместителем, он в оперативной работе всё же опирался главным образом на Кобулова. Сейчас мне совершенно ясно, что Берия выдвинул меня на эту должность главным образом только потому, что я был единственным русским из его окружения. Он понимал, что назначить первым заместителем Кобулова или Деканозова он не может. Такие кандидатуры не будут приняты. Оставалась одна моя кандидатура. Думаю, что Берия понимал, по крайней мере, внутренне, что я не был приспособлен по своему характеру для этой должности, но другого выхода, видимо, у него не было», — вспоминал Меркулов.
- С 21 марта 1939 по 23 августа 1946 года — член ЦК ВКП(б).

В 1940 году Меркулов входил в состав «тройки», руководившей так называемым (Катынским расстрелом).
В октябре 1940 года Берия и Меркулов встречались с оставленными в живых польскими военнопленными на подмосковной даче с целью создания польских воинских частей в СССР.
В ноябре 1940 года Меркулов в составе делегации, возглавляемой Молотовым, отправился в Берлин на переговоры с руководителями Гитлеровской Германии. Он присутствовал на завтраке, устроенном Гитлером в Имперской канцелярии 13 ноября 1940 года в честь советской делегации. А вечером того же дня Молотов дал ответный ужин в советском посольстве в Берлине, на который помимо Риббентропа прибыл и рейхсфюрер СС Гиммлер.
В период с 3 февраля по 20 июля 1941 года и с 14 апреля 1943 по 7 мая 1946 года — народный комиссар (с марта 1946 года — министр) государственной безопасности СССР.
- С 31 июля 1941 по 16 апреля 1943 года — первый заместитель наркома внутренних дел.
- С 17 ноября 1942 по 14 апреля 1943 года — начальник 1-го отдела НКВД СССР.
- 4 февраля 1943 года присвоено специальное звание комиссар государственной безопасности 1-го ранга (специальные звания сотрудников органов государственной безопасности были упразднены Указом Президиума Верховного Совета СССР от 6 июля 1945 года).

В 1943—1944 годах. — возглавлял «Комиссию по предварительному расследованию Катынского дела».
9 июля 1945 года присвоено воинское звание генерал армии. (Постановление СНК СССР № 1664).
7 мая 1946 года снят с поста Министра государственной безопасности СССР.
«Ловко использовав против меня известное провокационное шахуринское дело, Абакумов в мае 1946 г. стал Министром госбезопасности СССР», — считал Меркулов.
Как вспоминал сын Всеволода Меркулова: 
«По словам отца, его уволили с должности министра из-за мягкости. После войны, когда началась новая волна репрессий, Сталину на этой должности нужен был жёсткий и прямолинейный человек. Поэтому после отца МГБ возглавил Абакумов…».
Постановлением ЦК ВКП(б), принятым опросом 21 — 23 августа 1946 года, переведён из членов в кандидаты в члены ЦК ВКП(б).
«Из акта приёма и сдачи дел Министерства госбезопасности устанавливается, что чекистская работа в Министерстве велась неудовлетворительно, что бывший министр Госбезопасности т. Меркулов В. Н. скрывал от ЦК факты о крупнейших недочетах в работе Министерства и о том, что в ряде иностранных государств работа Министерства оказалась проваленной. Ввиду этого Пленум ЦК ВКП(б) постановляет: Вывести тов. Меркулова В. Н. из состава членов ЦК ВКП(б) и перевести в кандидаты в члены ЦК ВКП(б)».Постановление ЦК ВКП(б) от 23 августа 1946 года
С 23 августа 1946 по 18 ноября 1953 года — кандидат в члены ЦК ВКП(б) — КПСС.

### В Главном управлении советского имущества за границей
Я был назначен затем заместителем начальника Главсовзагранимущества и уехал за границу. Это назначение состоялось по инициативе товарища Сталина. Я расценивал его как выражение доверия со стороны товарища Сталина, учитывая, что я был послан за границу, несмотря на освобождение с такого поста, как Министр госбезопасности СССР.
- С февраля по 25 апреля 1947 года — заместитель начальника Главного управления советского имущества за границей при Министерстве внешней торговли СССР.
- С 25 апреля 1947 по 27 октября 1950 года — начальник Главного управления советского имущества за границей при Совете министров СССР по Австрии.

### В Министерстве государственного контроля
«В 1950 г. именно товарищ Сталин назвал меня как кандидата на должность Министра госконтроля СССР… Я чувствовал себя почти реабилитированным после освобождения от работы в МГБ в 1946 г.», — вспоминал Меркулов.
C 27 октября 1950 по 16 декабря 1953 года — министр государственного контроля СССР.
У Меркулова начались проблемы со здоровьем. В 1952 году у него случился первый инфаркт, а через четыре месяца — второй. Он долго находился в больнице. 22 мая 1953 года решением Совмина СССР Меркулову был предоставлен отпуск на четыре месяца по состоянию здоровья.

### Арест, суд, казнь
Меркулов отмечал, что спустя некоторое время после смерти Сталина «счёл своим долгом предложить Берии свои услуги для работы в МВД… Однако Берия отклонил… предложение, очевидно,.. считая, что я не пригожусь для тех целей, которые он намечал… тогда, беря в свои руки МВД. В тот день я виделся с Берией в последний раз».
- 18 сентября 1953 года Меркулов был арестован в связи с делом Берии. Находился в одиночной камере в Бутырке. Протоколы допросов Меркулова датированы 19, 21 сентября[15], 8[16] и 23 октября 1953 года[17].
- 18 ноября 1953 года опросом выведен из состава кандидатов в члены ЦК КПСС.
- 16 декабря 1953 года официально снят с поста министра «в связи с тем, что Прокуратурой СССР вскрыты преступные, антигосударственные действия Меркулова в период его работы в органах МГБ и МВД СССР».
- 23 декабря 1953 года Специальным судебным присутствием Верховного Суда СССР вместе с Берией Л. П., Кобуловым Б. З., Влодзимирским Л. Е., Гоглидзе С. А., Деканозовым В. Г., Мешиком П. Я. по ст. 58-1"б", 58-7, 58-8, 58-11 УК РСФСР был приговорён к смертной казни (расстрелу) с конфискацией лично ему принадлежащего имущества, лишением воинских званий и наград.

## Литературная деятельность
В. Н. Меркулов написал две пьесы. Первая пьеса написана в 1927 году о борьбе американских революционеров. Вторая, «Инженер Сергеев», в 1941 году под псевдонимом Всеволод Рокк, о подвиге рабочего, ушедшего на фронт. Пьеса шла во многих театрах.
Он вспоминал, как в конце войны в Кремле проходил приём, на котором присутствовали Сталин, члены Политбюро, военные, писатели, артисты. Как руководитель госбезопасности отец старался находиться рядом с Иосифом Виссарионовичем. В какой-то момент Сталин подошёл к группе артистов и завёл с ними разговор. И тут одна артистка с восхищением воскликнула, мол, какие прекрасные пьесы пишет ваш министр (к тому времени наркомат госбезопасности был переименован в министерство). Вождя это очень удивило: он действительно не знал, что отец пишет пьесы, которые идут в театрах. Однако Сталин не пришёл в восторг от такого открытия. Наоборот, обращаясь к отцу, он строго произнёс: «Министр государственной безопасности должен заниматься своим делом — ловить шпионов, а не писать пьесы». С тех пор папа уже никогда не писал: как никто другой, он знал, что слова Иосифа Виссарионовича не обсуждаются.Рэм Всеволодович Меркулов
- Меркулов участвовал в редактуре доклада «К вопросу об истории большевистских организаций в Закавказье», с которым Л. П. Берия выступил в 1935 году.
- Меркулов подготовил для «Малой советской энциклопедии» статью о Л. П. Берии.
- «Верный сын партии Ленина—Сталина» (биографический очерк о Л. П. Берии объёмом 64 страницы и тиражом 15 тысяч экземпляров), 1940 год.

## Награды
- Орден Ленина № 5837 (26 апреля 1940 года за успешное выполнение заданий СНК СССР по охране государственной безопасности и в связи с празднованием 70-летия со дня рождения В. И. Ленина)
- Орден Красного Знамени № 142627 (3 ноября 1944 года, за выслугу лет).
- Орден Кутузова 1-й степени № 160 (18 марта 1944 года, за выселение карачаевцев, калмыков, чеченцев и ингушей). Отменено Указом Президиума Верховного Совета СССР от 4 апреля 1962 года).
- 9 медалей.
- Орден Республики (Тува) № 134 (18 августа 1943 года).
- Нагрудный знак «Почётный работник ВЧК-ОГПУ (V)» № 649 (1931 год).

Указом Президиума Верховного Совета СССР от 31 декабря 1953 года лишён воинского звания генерал армии и государственных наград.

## Семья
- Отец — Николай Александрович Меркулов (1848—1908), потомственный дворянин, участник русско-турецкой войны 1877—1878 гг. (за храбрость награждён орденом Св. Станислава 3-й ст. с мечами и бантом), капитан Российской императорской армии, служил начальником Джаромухахского участка Закатальского округа[18].
- Мать — Кетован Николаевна, из грузинского княжеского рода Цинамдзгвришвили.
- Жена — Лидия Дмитриевна Яхонтова (брак зарегистрирован в июле 1918 года). У Лидии Дмитриевны был родной дядя Виктор Александрович Яхонтов, который был генерал-майором царской армии, в 1917 году — товарищем военного министра в правительстве Александра Фёдоровича Керенского, а с 1919 года проживал в Нью-Йорке.
- Сын — Рэм Всеволодович Меркулов (1924—2018), профессор, кандидат технических наук, зам. зав. кафедрой Московского государственного машиностроительного университета (МАМИ).

В 1954 году, после ареста и расстрела В. Н. Меркулова, его жена Лидия Дмитриевна и мать Кетеван Николаевна Меркулова-Цинамзгварова были высланы на спецпоселение в Казахскую ССР.